# Навигацијски акт
Навигацијски акт (енгл. Act of Navigation) је назив за закон донет у Енглеској 1381. године у време краља Ричарда II (енг. Richard) ради развоја и унапређења поморства. Односио се само на поморску трговину са Европом. Због недовољног бродског простора и слабог ауторитета власти, Навигацијски акт су у то доба није могао ефикасно спроводити. Иако је био обновљен и допуњен 1485, 1532. и 1540. године није се могао строго спроводити, јер су потребе за бродским простором расле брже од бродоградње. Тек открићем нових континената, прекоморских пловидбених путева и јачањем енглеског поморства, Навигацијски акт добија све већи значај.
Под владом Оливера Кромвела, 9. октобра 1651. године, бива донет нов Навигацијски акт који се односио на прекоокеанску пловидбу и трговину, драстично погађајући у првом реду поморску моћ Холандије. Кромвел је чак обновио уклаз који је постојао јо од 1202. године и по коме је сваки командант енглеске флоте морао чак и силом оружја да заузме сваки страни, па чак и пријатељски брод, ако овај у тзв. „енглеским водама“ - у које су се сматрале Северно море, Ла Манш, Ирско море и Бискајски залив - који не би први поздравио енглески брод спуштањем заставе и скупљањем једара. Поред тога, Енглеска је полагала право и на претресање холандских бродова чак и током мира, изговарајући се лошим односима са Француском. На крају је, сходно уверењу да Енглеска има власт над четири мора, Кромвел тражио да Холандија плаћа својврстан порез због риболова у Северном мору. Холандија се према овим захтевима позива на начело о слободи мора, које је први био формулисао Хуго Гроцијус а њега дотле ни сама Холандија није пуно марила, али се сада одлучила да га ако треба и оружаном силом брани. То је довело до англо-холандских поморских ратова који су учврстили положај Енглеске на мору.
Под краљем Чарлсом II тај акт је 1660. године био допуњен и њиме су биле допуњене и њиме су кодификоване све мере протекционизма донете ради развијања енглеског бродарства. По њему никаква роба пореклом из Енглеских колонија у Азији, Африци или Америци није могла бити увезена или извезена страним бродовима. То је значило да страни бродови нису могли изводити никакве трговачке операције у лукама енглеских прекоморских поседа, нити превозити робу у Енглеску, Ирску или Велс. Подржано је и искључиво право на каботажу (трговина и превоз добара у обалним водама неке земље) у водама британских острва. У смислу енглеског (каснија британског) брода у Навигацијском акту било је подразумеван брод у енглеском (британском) власнисштву, изграђен у Енглеској а капетан и ¾ посаде морали су бити Енглези, Велшани или становници подручја под британским суверенитетом. У првом реду навигациони акт је био уперен против холандске морнарице, тада најјаче на свету, која је вршила каботажу у енглеским водама. Применом Навигацијског акта знатно су били повећани возарски ставови за енглеске луке услед недовољног бродског простора под енглескиом заставом. То је поскупљивало увезену робу, али је зато ефикасно стимулисало бродоградњу и утицало на брз развој поморских кадрова. Навигацијски акт је дао монополски положај бродоградњи, поморцима и енглеској трговачкој морнарици.
Енглеска трговачка морнарица је за само десет година – од 1660. до 1670. године – нарасла од 62594 на 487000 БРТ (Бруто Регистарских Тона). Таквим њеним развојем било је могуће, крајем XVIII и у XIX веку изменама и допунама ублажавати мере навигационог акта, и коначно га укинути 1849. године